# Yamaha XSR 700

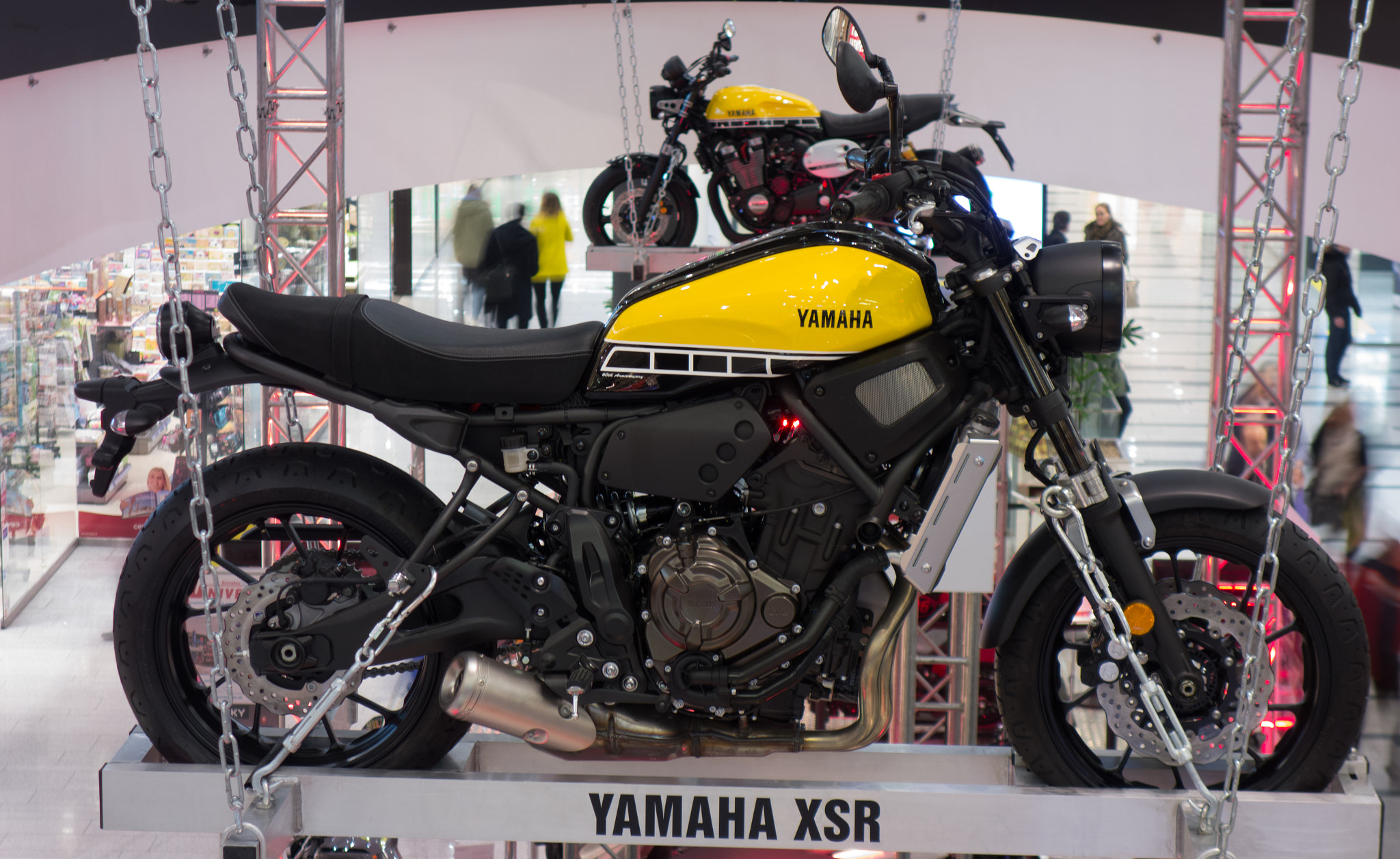
XSR 700, Seitenansicht rechts

Die Yamaha XSR 700 ist ein unverkleidetes Motorrad des japanischen Zweiradherstellers Yamaha.  Die Produktion erfolgt im Yamaha-MBK-Werk im nordfranzösischen Rouvroy. Verkaufsstart des Naked Bikes war im März 2016. Noch im selben Jahr erschien auch die hubraumstärkere XSR 900.

## Konzeption
Der im Grundkonzept vom japanischen Motorrad-Customizer Shinja Kimura entworfene und vom Yamaha-Designteam im italienischen Monza weiterentwickelte Roadster soll die klassische Linienführung einer Yamaha XS 650 aus dem Jahr 1976 mit der modernen Technik einer Yamaha MT-07 kombinieren. Zentrale technische Baugruppen der MT-07 wie Motor, Rahmen, Fahrwerk und Bremsanlage blieben bei der XSR 700 unverändert. Konzeptionell vergleichbar mit der XSR 700 ist der Ducati Scrambler 800.

## Technik

### Antrieb
Der flüssigkeitsgekühlte Zweizylinder-Reihenmotor erzeugt aus 689 cm³ Hubraum eine Nennleistung von 55 kW (75 PS). Durch den Hubzapfenversatz von 270° gleicht der Zündabstand des Reihenmotors dem eines V2-Motors mit 90° Zylinderwinkel, was dessen charakteristisches Klangbild zur Folge hat. Die aus der unregelmäßigen Kolbenbewegung resultierenden Motorvibrationen werden von einer Ausgleichswelle reduziert.

### Chassis / Fahrwerk
Der Rückgratrahmen besteht aus Stahlrohren, das Rahmenheck ist, anders als bei der MT-07, angeschraubt und kann für individuelle Heckumbauten entfernt werden. Das Fahrwerk besteht vorn aus einer Teleskopgabel ohne Einstellmöglichkeiten und hinten aus einer Zweiarmschwinge aus Stahl mit Zentralfederbein, bei dem die Vorspannung der Feder justierbar ist. Die Räder bestehen aus 17-Zoll-Aluminiumfelgen mit Reifen in den Dimensionen 120/70 ZR17 vorn und 180/55 ZR17 hinten. Verzögert wird das Motorrad am Vorderrad von zwei 282 mm großen Bremsscheiben im Wave-Design, Vierkolben-Bremszangen und einem serienmäßigen ABS.

### Sonstiges
Sichtbare Metalloberflächen wie die Abdeckung des Kraftstofftanks, Kühlerverkleidung und Radabdeckung sind bei einigen Modellen aus Aluminium. Der breite Lenker ist nach hinten gekröpft und ermöglicht eine aufrechte Sitzposition, in der Mitte ist ein kleines digitales Rundinstrument montiert. Das unterhalb der Sitzbank liegende Zentralfederbein und der unter dem Motor positionierte Endschalldämpfer sind nah am Fahrzeugschwerpunkt montiert. Das Leergewicht im fahrbereiten Zustand beträgt 186 kg.

## Kritiken
„Ganz viel MT-07, ein wenig Scrambler, ein wenig Klassik, ein mächtiger Scheinwerfer – das ergibt eine Mischung, an die man sich erst gewöhnen muss.“

“At first glance the XSR might look like a retro but, if you take a closer look, I think you'll agree it's much more like what Ducati made with the Scrambler: a nice looking standard motorcycle.”

„Auf den ersten Blick mag die XSR wie ein Retrobike aussehen, doch schaut man sie genauer an, ist sie viel mehr genau das was Ducati mit der Scrambler geschaffen hat: Ein gut aussehendes Standard-Motorrad.“